# Fjellet
Pour plus de détails, voir Fiche technique et Distribution.
Fjellet (littéralement : Montagne) est un film norvégien réalisé par Ole Giæver et sorti en 2011.

## Synopsis
Nora et Solveig sont deux femmes en couple qui décident de gravir une montagne comme elles le font habituellement.
Le couple est en crise à cause de la mort de leur fils, décédé dans cette région deux ans auparavant.

## Fiche technique
- Titre original : Fjellet
- Titre international : The Mountain
- Réalisation : Ole Giæver
- Scénario : Ole Giæver
- Directeur de la photographie :
- Montage :
- Direction artistique :
- Musique : Ola Fløttum
- Producteur :
- Production :
- Distribution :
- Pays :  Norvège
- Genre : Drame
- Durée : 73 minutes
- Dates de sortie : 
  -  Norvège : 18 janvier 2011 (Tromsø International Film Festival)
  -  Pologne : 1er avril 2011 (Lato Filmów)
  -  États-Unis : 2011 (Seattle International Film Festival)
  -  Belgique : 15 octobre 2011 (Festival international du film de Flandre-Gand)

## Distribution
- Ellen Dorrit Petersen : Solveig
- Marte Magnusdotter Solem (no) : Nora